# Wellfleet (Massachusetts)
Wellfleet ist eine Stadt im Bundesstaat Massachusetts der Vereinigten Staaten. Sie befindet sich am Cape Cod und ist mit der Hälfte ihrer Fläche Teil der Cape Cod National Seashore. Das U.S. Census Bureau hat bei der Volkszählung 2020 eine Einwohnerzahl von 3.566 ermittelt. Wellfleet ist heute vor allem für seine Austernzucht bekannt, die jedes Jahr im Oktober im Rahmen des Wellfleet OysterFest gefeiert wird.

## Geografie

### Ausdehnung des Stadtgebiets
Nach Angaben des United States Census Bureau besitzt das Stadtgebiet eine Ausdehnung von insgesamt 91,7 km², wovon 51,3 km² Land- und 40,4 km² Wasserfläche sind.

### Nachbargemeinden
Wellfleet grenzt an Truro im Norden, den Atlantischen Ozean im Osten, Eastham im Süden und an die Cape Cod Bay im Westen.

## Geschichte

### Vor 1620
Die Landschaft zwischen Orleans und Provincetown, die auch als Outer Cape bzw. Lower Cape bekannt ist, wurde vor rund 23.000 Jahren von glazialen Schmelzwasserströmen geformt. Das Cape Cod ruht auf kristallinem Felsgestein aus dem Präkambrium bzw. Paläozoikum, das sich heute 50 bis 275 Meter unterhalb der Meeresoberfläche befindet. Mit dem Rückzug des Gletschers und ansteigendem Meeresspiegel wurden die zurückbleibenden Gesteinshaufen zu Inseln; so entstand auch vor rund 18.000 Jahren Bound Brook Island mit seinen südlichen Nachbarinseln Griffin und Great Island.
Die ersten menschlichen Siedlungen am Cape Cod konnten auf Paläoindianer zurückgeführt werden, die dort vor 10.000 bis 12.000 Jahren lebten. Während der frühen und mittleren Archaischen Periode vor 6000 bis 8000 Jahren stieg die Bevölkerung kontinuierlich an; die ältesten gefundenen Töpferwaren und Speerspitzen wurden auf ein Alter von mindestens 7700 Jahren datiert. Zwei in Orleans bzw. Eastham gefundene Grabstätten stammen aus der späten archaischen Periode vor 3000 bis 6000 Jahren. Die Gegend um Wellfleet – vorwiegend im Bereich der Flussmündung und an den Küsten – wurde von einem Zweig der Wampanoag besiedelt, der als Punanokanit oder Nauset bekannt ist.
Die englischen Siedler schätzten die geschützte Bucht bei Wellfleet für ihre exzellenten Austernbänke sowie für die Möglichkeit, Fische mit Netzen und später auch Wale an Land zu ziehen. Die Pilgerväter entdeckten die Bucht bereits bei ihren ersten Erkundungen im Jahr 1620, entschieden sich aber für die Errichtung von Plymouth auf der gegenüberliegenden Seite der Bucht. Nur wenige Jahre später erweiterten sie ihr Siedlungsgebiet auf Bound Brook Island.

### 1620 bis 1680

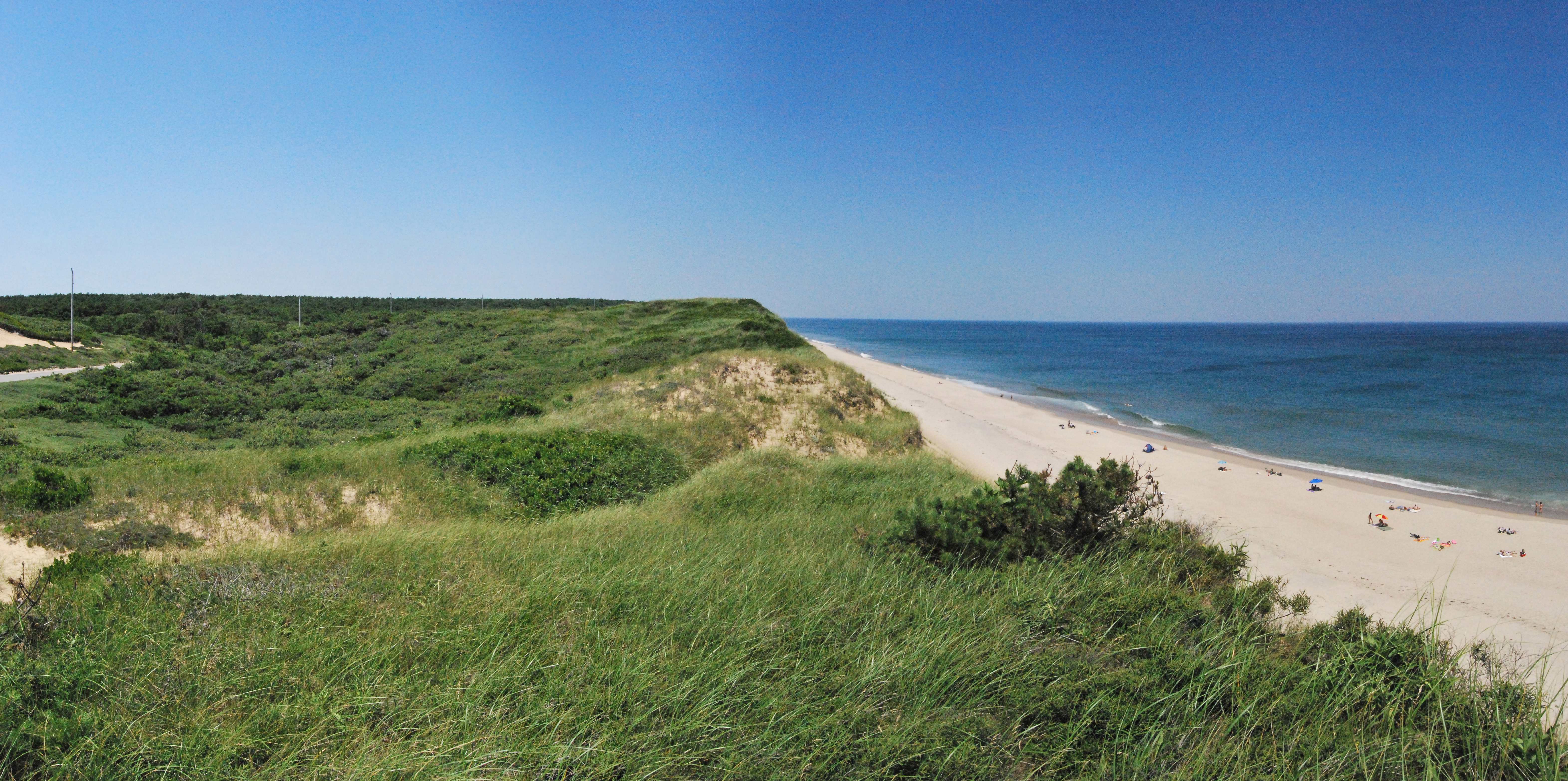
Der White Crest Beach in Wellfleet

Die ersten Siedler, die mit der Erkundung des Lower Cape begannen, hielten in ihren Aufzeichnungen einen sehr großen Bestand an Pflanzen wie Eichen, Kiefern, Sassafrasbäume, Wacholder, Birken, Stechpalmen, Eschen und Walnussbäumen fest. Der französische Entdecker Samuel de Champlain beschrieb bereits 1605 eine indianische Siedlung an der Nauset-Küste mit Häusern und kleinen Agrarflächen.
1615 gab es jedoch einen Ausbruch der von den Europäern eingeschleppten Pockenkrankheit, an der viele Indianer bei Wellfleet starben. Um 1620 lebten dort nur noch rund 100 Punanokanit. Dies machte es den europäischen Siedlern leicht, das Lower Cape in den 1640er Jahren zu besetzen und neue Bauernhöfe zu errichten. 1644 kamen die ersten von ihnen an den Bound Brook und begannen damit, Getreide anzubauen sowie Rinder, Schafe und Schweine zu züchten. Auch die Kultivierung von Obstbäumen sowie von Rüben und Tabakpflanzen spielte eine wichtige Rolle.
Heute ist durch umfangreiche Untersuchungen bekannt, dass die Gegend um Wellfleet lediglich zu 40 % fruchtbar ist; die Stadt steht insgesamt auf dem am wenigsten fruchtbaren Boden am ganzen Lower Cape. Die Bodenbeschaffenheit mit ihrer Nährstoffzusammensetzung ist nach heutiger Erkenntnis entweder teilweise oder sogar völlig ungeeignet für die Art von Nutzpflanzen, die durch die Engländer angebaut wurden. So besteht Bound Brook Island größtenteils aus Grobsand, während entlang des Herring River und am Duck Harbor vorwiegend feuchte Böden wie Schluff, Moore und grobkörnige Lehmböden zu finden sind.
Aufgrund der rücksichtslosen Rodungen und der intensiven Landwirtschaft der frühen europäischen Siedler verloren die sandigen Böden einen Großteil ihrer ohnehin nur geringen Fruchtbarkeit. Die von den ersten Entdeckern beschriebene Pflanzenvielfalt war weitläufigen Getreidefeldern gewichen, die nur hin und wieder von Gebäuden unterbrochen wurden. Die zuvor durch Bäume geschützte obere Erdschicht lag nun offen, trocknete aus und wurde vom Wind abgetragen. 1663 zogen die meisten Siedler daher weiter, um besser geeignetes Land zu suchen. Einige jedoch blieben in Wellfleet und richteten ihre Aufmerksamkeit nun auf den Ozean, zu dem sie einfachen Zugang hatten. Es stellte sich heraus, dass der Standort für den Fischfang wesentlich besser geeignet war als für die Landwirtschaft.

### 1680 bis 1805

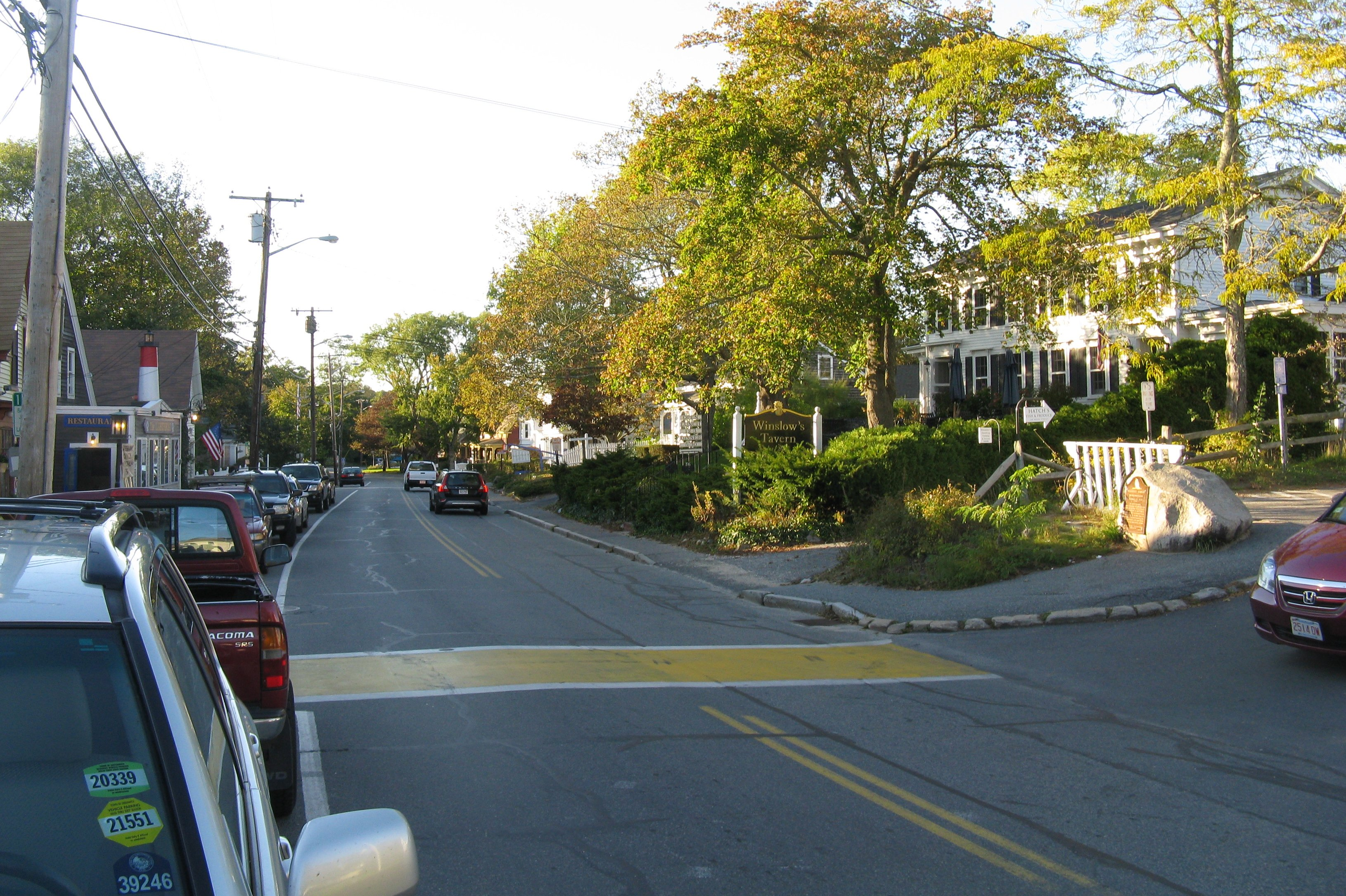
Die heutige Main Street in Wellfleet

Lange Zeit waren Boote in der Umgebung von Nauset das zweckmäßigste Verkehrsmittel. Mit dem King’s Highway – zunächst nicht viel mehr als eine Staubpiste – erreichte der erste öffentliche Highway das Lower Cape im Jahr 1720. Die bis in den Amerikanischen Unabhängigkeitskrieg hinein sehr schlechte Straßeninfrastruktur führte in Verbindung mit einer wachsenden Schiffs- und Werftindustrie dazu, dass sich das Leben vorwiegend in Ozeannähe abspielte. So wurden die ersten beiden Versammlungshäuser 1712 und 1734 unmittelbar an der Wasserlinie errichtet. Der erste Schiffsanleger entstand bereits vor 1720 und diente Schiffen mit Melasse, Zucker und anderen Kolonialwaren der Westindischen Inseln als Be- und Entladestelle.
Die anfällige Agrarwirtschaft des Lower Cape litt nicht nur unter dem unfruchtbaren Boden und begrenzter Fläche, sondern auch unter dem sich unaufhaltsam bewegenden Sand, der dazu neigte, die Pflanzen zu bedecken und in den 1730er Jahren die Weideflächen von Truro und Provincetown bedrohte. 1739 verabschiedete der Massachusetts General Court daher ein Gesetz, das es verbot, Tiere auf den betroffenen Flächen weiden zu lassen und die Anwohner zwang, jedes Jahr Amerikanischen Strandhafer neu anzupflanzen. Ebenfalls wurden Besenginster, Kiefern, Myrica und Echter Buchweizen dazu verwendet, den Sand aufzuhalten.
Der Kampf gegen die fortschreitende Bodenerosion dauerte trotz zurückgehender Landwirtschaft bis in das 19. Jahrhundert an. Zudem stieg der Bedarf an Holz stetig an, das für den Bau von großen Fischerbooten, für den Betrieb der Salinen und nicht zuletzt auch für die Errichtung der Wohnhäuser benötigt wurde.
1765 wohnten bereits 928 Einwohner in der Gegend um Wellfleet, zu denen 14 Afroamerikaner und 11 Indianer zählten. Am 23. August 1775 erhielt Wellfleet die Stadtrechte und verzeichnete bis 1776 ein Bevölkerungswachstum auf 1235 Einwohner. 1792 gab es nur noch weniger als 6 Punanokanit, und mit Delilah Sampson Gibbs starb die letzte „Wellfleet-Indianerin“ Ende der 1830er Jahre.
Bereits bei den ersten Kolonisten der Gegend war der Walfang sehr beliebt, vor allem, weil die Siedler dabei zunächst von den Indianern unterstützt wurden, Grindwale zu fangen. Was damit begann, einzelne Tiere von ihren Gruppen zu trennen und auf dem Boden der seichten Bucht festzusetzen, wuchs schnell auf eine ausgewachsene Industrie an. 1771 verfügte Wellfleet bereits über 30 Walfangschiffe und verarbeitete den Blubber, die Knochen, Zähne und den Tran der Wale. Während des Unabhängigkeitskriegs arbeitete ein Drittel der Einwohner der Stadt für den Tiefsee-Walfang. Da keinerlei Fanggrenzen existierten, waren die Folgen der Überfischung bereits 1715 spürbar, und schon 1775 begannen Dorsch und Makrele, den Walfang als wichtigste Industrie Wellfleets abzulösen.
Mit der Seeblockade der britischen Marine während des Unabhängigkeitskriegs entlang der gesamten Küste Neuenglands kam der Fisch- und Walfang am Lower Cape zu einem abrupten Ende. Viele Seeleute sahen sich in der Folge dazu gezwungen, ihre Familien mit Landwirtschaft, Schmuggel oder Freibeuterei zu verdienen. Dadurch erfuhr die bis dahin praktisch aufgegebene Landwirtschaft und Viehzucht eine Renaissance. Nach Kriegsende wurde die Seeblockade aufgehoben, jedoch dauerte es Jahre, bis sich die Wirtschaft der Region erholt hatte. Die Beziehungen zu England waren weiterhin angespannt, und 1783 wurde auf den Westindischen Inseln ein Einfuhrverbot für US-amerikanische Fischereierzeugnisse verhängt. Um die Fischereiindustrie zu stützen, setzte die US-Regierung 1789 und 1792 Belohnungen für das Erreichen bestimmter Fangmengen aus. Von der nun wieder aufkeimenden Industrie profitierte insbesondere das Cape Cod aufgrund seiner zentralen Lage, die vor allem kurze Fahrstrecken zur Georges Bank erlaubte. Trotzdem war Wellfleet 1802 Stützpunkt für nur noch 5 Walfangschiffe.
Bound Brook Island war bis 1780 vollständig von Wasser umgeben und damit eine echte Insel. Die Gewässer an ihrer Südküste waren so tief, dass Reuben Rich im Jahr 1800 am Fuße des Hügels unterhalb des Atwood-Higgins House einen 100 Tonnen wiegenden Schoner bauen konnte. Als Baumaterial dienten Gewöhnliche Robinien, die in unmittelbarer Nähe auf dem Hügel wuchsen. Im gleichen Jahr nahmen Paketschiffe ihren Liniendienst zwischen Wellfleet und Boston auf und ermöglichten so ein weiteres Wachstum der Bevölkerung auf Bound Brook Island.

### 1805 bis 1900

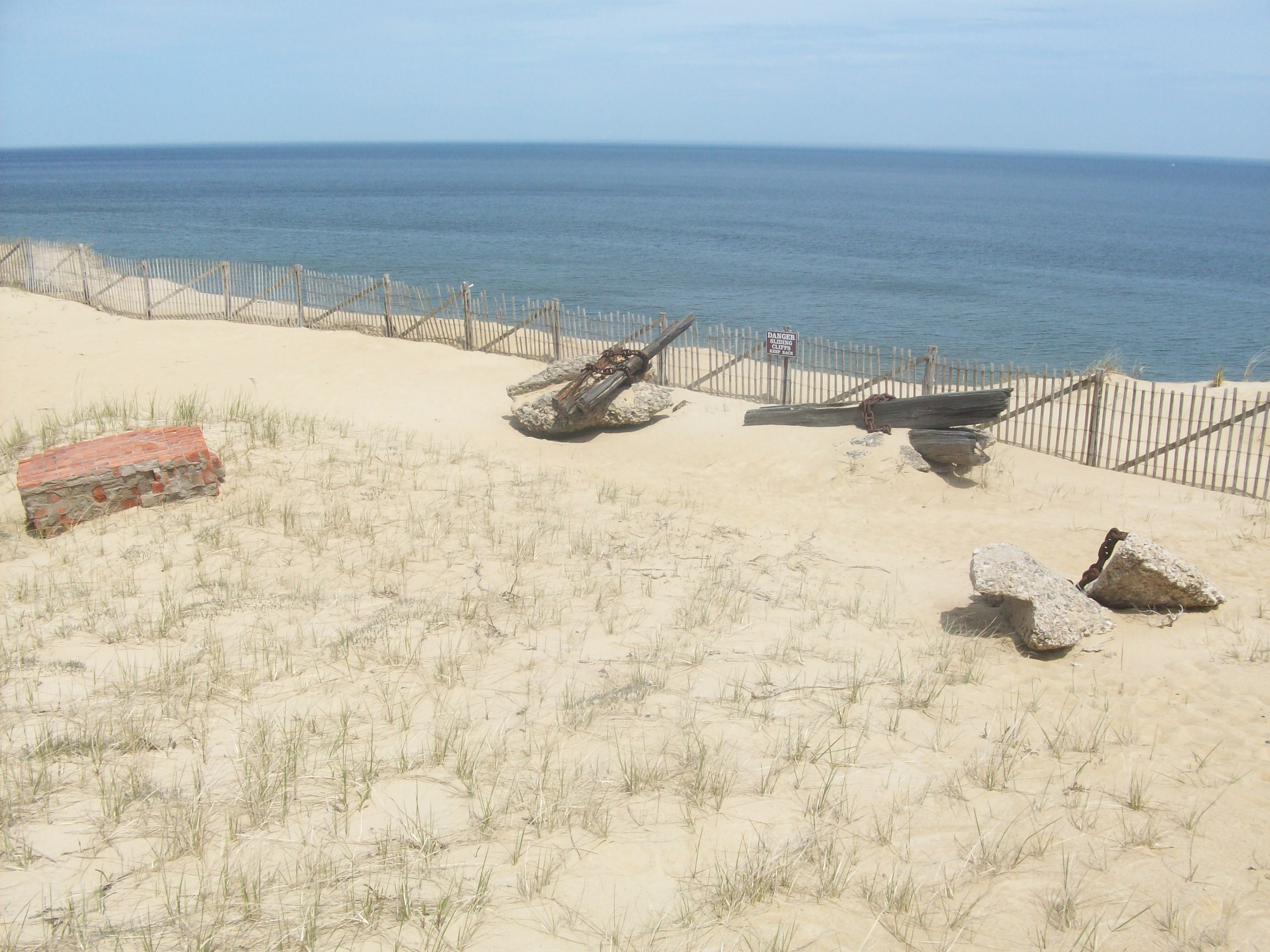
Überreste der Marconi Station

Mit den zwischen Boston und Wellfleet pendelnden Paketschiffen, die als einzige verlässliche Verbindung zum Festland das Rückgrat der örtlichen Wirtschaft bildeten, kamen auch die ersten Methodisten in die Region, die auf Bound Brook Island zwischen 1823 und 1825 ihre ersten Treffen abhielten. Trotzdem die meisten Einwohner Wellfleets Kongregationalisten waren, fanden die Methodisten zunehmend weitere Anhänger.
In den 1850er Jahren wurde der Duck Harbor zum Zentrum der örtlichen Seeschifffahrt, sodass viele Familien aus Wellfleet ihre Häuser auf den Inseln Bound Brook, Merrick und Griffin errichteten. 1830 wurde ein neuer Kai an der Mündung des Duck Creek errichtet, um die mittlerweile auf 2046 Einwohner angestiegene Bevölkerung sowie die ansässigen Industrien versorgen zu können.
Mit der wachsenden Einwohnerzahl wurde auch die Infrastruktur der Insel immer weiter ausgebaut. 1844 wurde das erste Schulgebäude errichtet, sodass die bisher übliche Praxis, reihum in den Wohnhäusern der Schüler zu unterrichten, aufgegeben werden konnte. Neben dem Ozean waren auch die Fischvorkommen im Herring River eine wichtige Grundlage der Wirtschaft auf Bound Brook Island. Im Fluss gefangene Alosa (Alosa pseudoharengus) wurden im 18. und 19. Jahrhundert in Fässer gefüllt und nach Boston und New York sowie in die Karibik verschifft. In der Folge war zur Mitte des 19. Jahrhunderts die Flussmündung zu einem der drei Häfen Wellfleets geworden.
Ein weiterer wachsender Industriezweig war zu dieser Zeit die Ernte von Salzwiesengräsern, die rund um Bound Brook Island gediehen und vorwiegend als Viehfutter verwendet wurden. Dazu wurde es im August und September geschnitten und auf hölzernen Plattformen dem Frost überlassen. Diese wurden, sobald das Wasser gefroren war, von Pferden abtransportiert; auf diese Weise wurden pro Jahr rund 300 Tonnen Salzwiesenheu geerntet. Die Pferde wurden dazu mit speziellen Schuhen aus Eisen ausgerüstet, deren Nägel sicheren Halt auf dem Eis boten.
Bis zur Mitte des 19. Jahrhunderts war auch die Salzgewinnung ein wichtiger Wirtschaftsfaktor in der Region. In Salinen wurde das Salz durch Verdunstung aus Meerwasser gewonnen. Da es noch keine Kühlmöglichkeiten für Frischfisch gab, war das Salz zwingend erforderlich, um die gefangenen Fische zu konservieren. So gab es in Wellfleet im Jahr 1837 nicht weniger als 37 Salinen, die typischerweise in der Nähe von Windmühlen errichtet wurden, die das Meerwasser in große Becken pumpten, wo es dann verdunsten konnte.
In den 1830er Jahren fanden die Fischer vom Cape Cod heraus, dass es sich bei Makrelen und anderen Fischarten um Wanderfische handelt. So waren sie in der Lage, die Schwärme von ihrer Geburtsstätte bei Virginia bis zur Küste bei Nova Scotia zu verfolgen. 1845 unterhielt Wellfleet 60 Fangschiffe, was sie zur weltweit zweitgrößten Fischfangflotte machte, die in ihrer Größe nur noch von derjenigen in Gloucester übertroffen wurde. 1850 erreichte die Stadt ihre maximale Bevölkerungszahl von 2411 Einwohnern, und 1870 war die Fangflotte auf 100 Schiffe angewachsen. Auch die Austernzucht gewann weiter an Bedeutung. Im Vergleich dazu war die örtliche Landwirtschaft mit nur noch 25 aktiven Betrieben nahezu unbedeutend geworden.

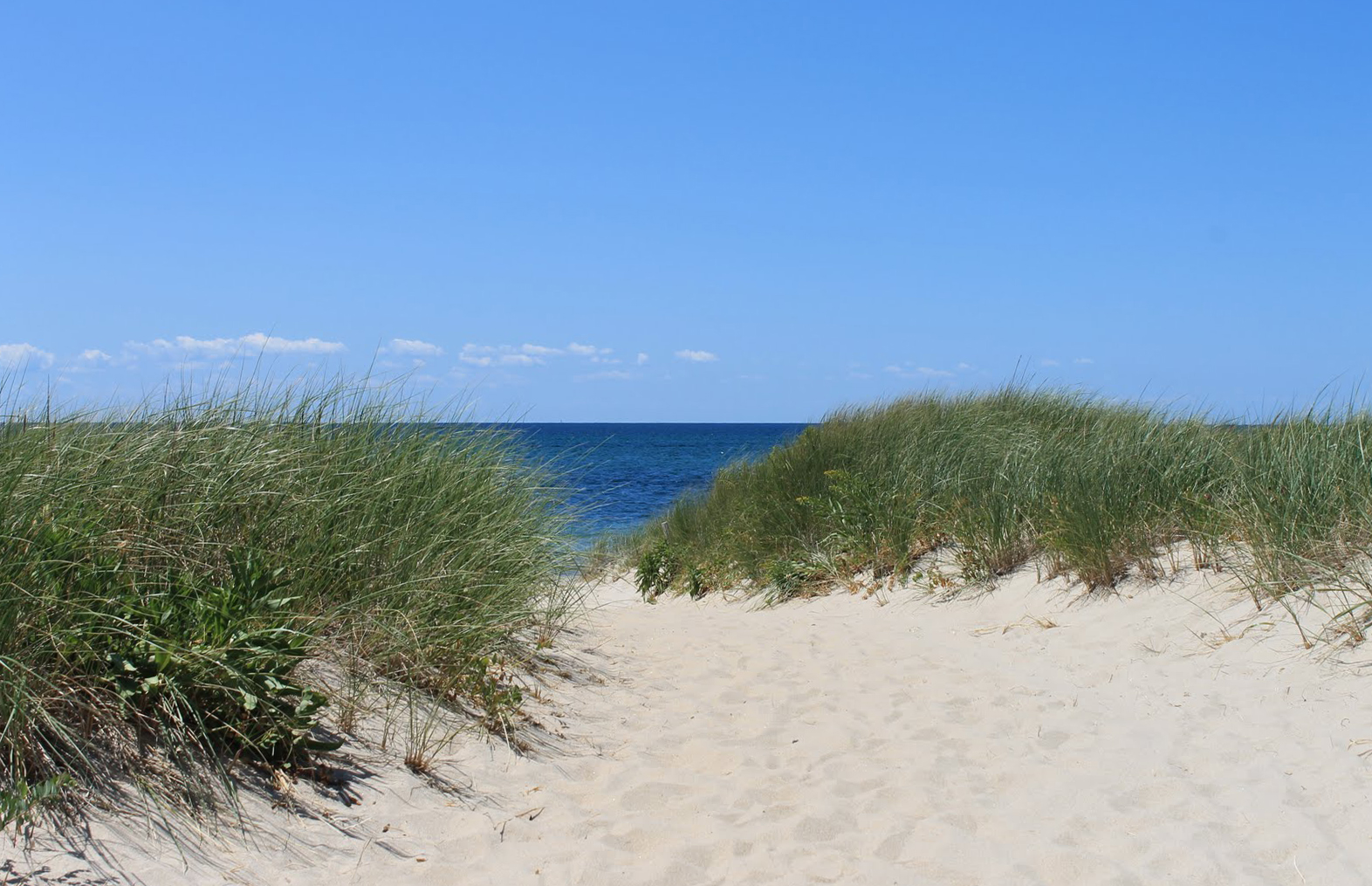
Ein Strandabschnitt in Wellfleet

Am 28. Dezember 1870 erreichte der erste Zug der Cape Cod Railroad den neu errichteten Bahnhof in Wellfleet. Damit einher gingen bedeutende politische, soziale und ökonomische Veränderungen auf Bound Brook Island. So musste für den Gleisanschluss ein Bahndamm gebaut werden, der den bisher für die Stadt sehr wichtigen Innenhafen zum Meer hin abschloss und ihn damit in kurzer Zeit überflüssig machte. Dies war der Beginn der Umwandlung des Lower Cape in eine Ferienregion für Touristen. 1871 wurde der Paketbootdienst eingestellt, und mit dem Zug trafen immer mehr Touristen ein, was den Bau von Hotels beförderte.
Einige der Besucher blieben gleich den gesamten Sommer über in Wellfleet und der Umgebung. So befanden sich 1896 bereits 15 bis 20 % der Grundstücke von Eastham im Eigentum von Personen, die dort nicht ihren Hauptwohnsitz hatten. Diese saisonalen, meist sehr wohlhabenden Einwohner bildeten bald ihre eigenen sozialen Gruppen und gründeten eigene Yachtclubs. Sie schlossen zwar die „echten“ Einwohner aus, gaben aber mit ihrem Bedürfnis nach frischen Erzeugnissen der örtlichen Wirtschaft einen enormen Aufschwung. Diese Phase dauerte von den 1890er bis in die 1930er Jahre hinein an. Ähnliche Entwicklungen fanden auch an anderen Orten der USA statt, die zwar kein großes Wirtschafts- bzw. Industriepotenzial, aber dafür schöne Landschaften zu bieten hatten. In dieser Ära entstand auf der Basis der Restaurierung historischer Gebäude der Architekturstil des Colonial Revival.
1885 kaufte Lorenzo Dow Baker den alten Kai Mercantile Wharf und errichtete dort bis 1902 das Chequessett Inn, ein 62 Zimmer umfassendes Hotel. Der Standort ist heute als Mayo’s Beach bekannt. Das Hotel war so erfolgreich, dass in seiner Umgebung schnell Badehäuser und Landhäuser entstanden. Baker sah sich schon bald gezwungen, weitere Wohngebäude am Mayo’s Beach zu errichten, um Hotelgäste unterbringen zu können, für die im Hauptgebäude kein Platz mehr war.

### 1900 bis heute

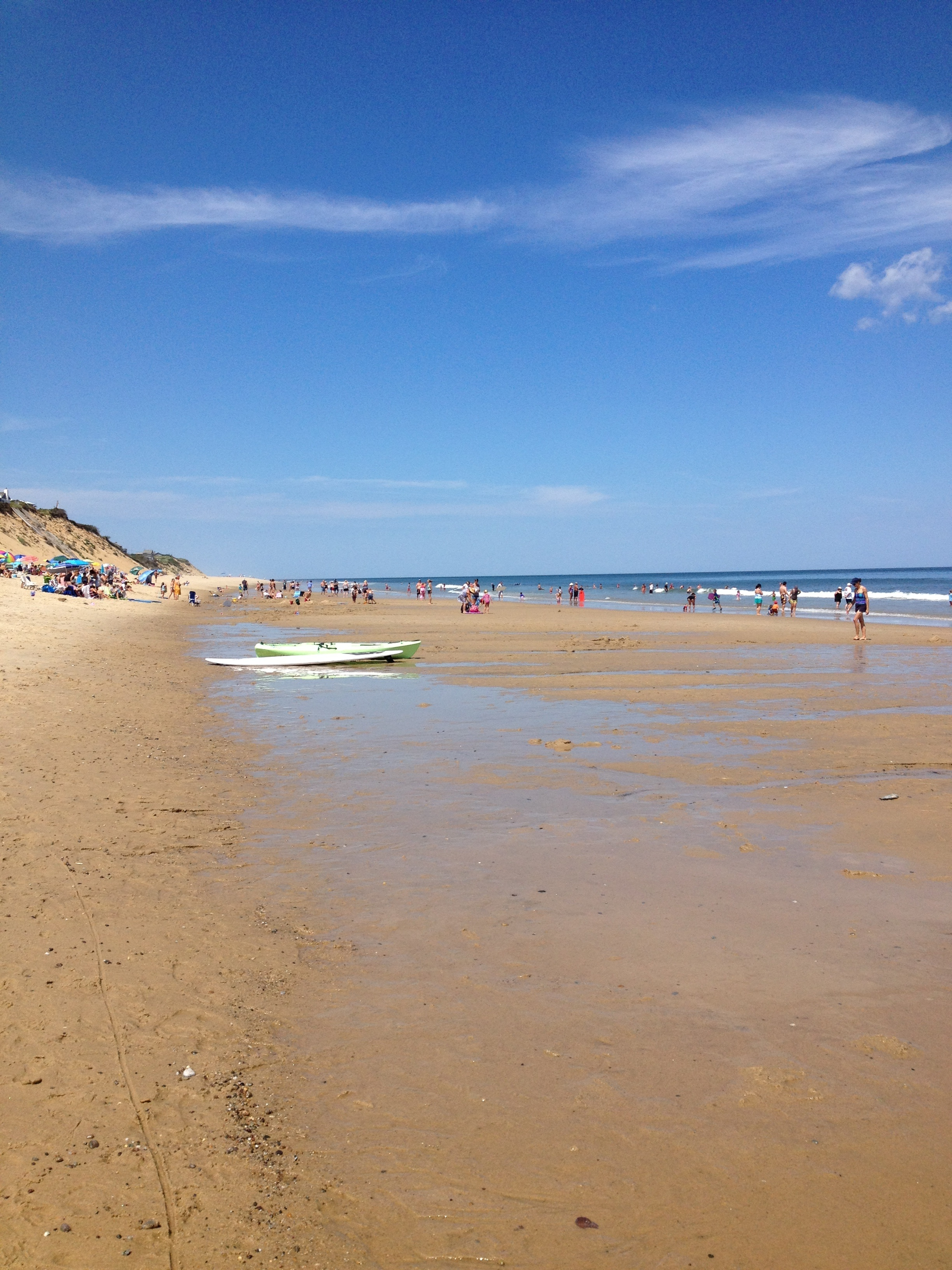
Der Lecount Hollow Beach bei Wellfleet

Im benachbarten Herring River, der früher eine der ältesten und produktivsten Ressourcen von Wellfleet gewesen war, brüteten jedoch Salzwasser-Moskitos, die Touristen vom Mayo’s Beach fernhielten; allein 1905 entstand dadurch ein wirtschaftlicher Schaden in Höhe von 20.000 US-Dollar (heute ca. 640.000 Dollar). Auf Empfehlung der American Mosquito Extermination Society wurde daher 1908 ein Damm errichtet, der den Fluss vom Meer abschnitt und die oberhalb gelegenen Sümpfe austrocknen sollte. Zwar wurde damit das Insektenproblem nicht endgültig gelöst, aber der Touristenstrom stieg wieder an und ließ neue Ferienhäuser und Hotels entstehen, die bald eine ernstzunehmende Konkurrenz für das Chequessett Inn darstellten. Trotz der florierenden Tourismusindustrie gab es immer noch Fischfang am Lower Cape, der insbesondere vom Anschluss an die Eisenbahn profitierte, da der Fisch nun gefroren und in großen Mengen in kurzer Zeit direkt auf die Märkte der Umgebung zum Verkauf transportiert werden konnte. Auch die Austernzucht wurde nie eingestellt, auch wenn sie mittlerweile mit Chesapeake Bay konkurrierte.
1903 sendete Guglielmo Marconi von Wellfleet aus das erste drahtlose Telegramm von Nordamerika nach England. Die Nachricht des Präsidenten der Vereinigten Staaten Theodore Roosevelt an den britischen König Edward VII. lautete:

“In taking advantage of the wonderful triumph of scientific research and ingenuity which has been achieved in perfecting the system of wireless telegraphy, I extend on behalf of the American people most cordial greetings and good wishes to you and all the people of the British Empire. Theodore Roosevelt, Wellfleet, Mass.”

„Indem ich vom wundervollen Triumph der Wissenschaft und Genialität Gebrauch mache, durch die das System der drahtlosen Telegrafie perfektioniert wurde, richte ich im Namen der amerikanischen Bevölkerung herzlichste Grüße und die besten Wünsche an alle Einwohner des British Empire. Theodore Roosevelt, Wellfleet, Mass.“

Die kurze, aber erfolgreiche Antwort des Königs sorgte dafür, dass Wellfleet in die Geschichtsbücher einging. Heute ist der Ort der Übertragung als Marconi Wireless Station Site im National Register of Historic Places eingetragen. 1912 spielten die Türme in Wellfleet noch einmal eine entscheidende Rolle, da sie es der Carpathia ermöglichten, 712 Schiffbrüchige von der Titanic zu retten. Die Sendetürme mussten jedoch 1920 aufgrund von fortschreitender Bodenerosion abgerissen werden.
Zu Beginn des 20. Jahrhunderts entwickelte sich Wellfleet insbesondere aufgrund seiner sauberen Strände und des klaren Wassers zu einem beliebten Touristenort, dessen Popularität auch durch die in der Region auftretenden Wetterereignisse nicht dauerhaft beeinträchtigt wurde. So wurde in den 1930er Jahren das Chequessett Inn durch driftende Eisschollen zerstört, ein Hurrikan ließ eines der Milton Hill Cottages einstürzen, und das für Picknickausflüge beliebte Billingsgate Island wurde von hohen Wellen überflutet. Auch wenn das „goldene Zeitalter“ des Lower Cape in dieser Zeit endete, kamen die Touristen immer noch in großer Zahl.

### Einwohnerentwicklung
Auf der Basis der Volkszählung im Jahr 2010 hatte Wellfleet 2750 Einwohner verteilt auf 1301 Haushalte und 724 Familien. Die Bevölkerungsdichte betrug 138,6 Personen pro Quadratmeile bzw. 53,6 Personen pro Quadratkilometer. Es gab 3998 Wohneinheiten mit einer Dichte von 201,6 Einheiten pro Quadratmeile (77,8 Einheiten pro Quadratkilometer).
Die Bevölkerung der Stadt setzte sich wie folgt zusammen: 96,58 % Weiße, 0,95 % Afroamerikaner, 0,29 % Indigene Amerikaner, 0,36 % Asiaten, 0,04 % Pacific Islander, 0,58 % andere Rassen und 1,20 % zwei oder mehr Rassen. Hispanics und Latinos machten 0,69 % der Bevölkerung aus.
17,8 % der Haushalte hatten Kinder unter 18 Jahren, 37,9 % waren verheiratete Paare, 8,7 % der Haushalte wurden von allein stehenden Frauen geführt und 49,9 % der Haushalte wurden nicht als Familie klassifiziert. In 34,1 % der Haushalte lebten Singles, 12,4 % waren alleinstehende Senioren über 65 Jahre. Die durchschnittliche Größe der Haushalte betrug 2,17 Personen, die durchschnittliche Familiengröße betrug 2,86 Personen.
Das mittlere Haushaltseinkommen betrug 43.558 US-Dollar, das mittlere Familieneinkommen 50.998 Dollar. Männer hatten ein durchschnittliches Einkommen in Höhe von 38.100 Dollar gegenüber 35.964 Dollar bei Frauen. Das Pro-Kopf-Einkommen der Stadt betrug 25.712 Dollar. 5,7 % der Familien und 7,5 % der Stadtbevölkerung lebten unterhalb der Armutsgrenze, davon 9,7 % im Alter unter 18 Jahren und 6,0 % über 65 Jahre.

## Politik
Wellfleet wird im Repräsentantenhaus von Massachusetts als Teil des vierten Barnstable-Distrikts vertreten, zu dem mit Ausnahme von Brewster alle Gemeinden des Cape Cod östlich und nördlich von Harwich zählen. Im Senat von Massachusetts ist die Stadt ein Teil des Cape and Islands District, zu dem mit Ausnahme von Bourne, Falmouth, Sandwich und einem Teil von Barnstable alle Gemeinden des Cape Cod sowie die Städte auf den Inseln Martha’s Vineyard und Nantucket gehören.

### Gemeinderat
Wellfleet wird von einer offenen Gemeindeversammlung verwaltet, die ein Board of selectmen als Exekutive wählt. Ein angestellter Stadtverwalter kümmert sich um die täglichen Angelegenheiten.

## Kultur und Sehenswürdigkeiten

### Bauwerke
Ein Teil der Stadt ist als Atwood-Higgins Historic District in das National Register of Historic Places eingetragen.

### Naturschutzgebiete
Die Massachusetts Audubon Society unterhält auf dem Stadtgebiet das Wellfleet Bay Wildlife Sanctuary.

### Regelmäßige Veranstaltungen
Jedes Jahr im Oktober findet das Wellfleet OysterFest statt, das sich rund um die bei Wellfleet gezüchteten Austern dreht.

### Kulinarische Spezialitäten
Die Stadt ist berühmt für ihre Austern, aber auch die am Cape Cod gefangenen Fische wie Makrele und Dorsch werden fangfrisch serviert.

## Wirtschaft und Infrastruktur

### Verkehr
Der U.S. Highway 6 verläuft von Nord nach Süd durch Wellfleet hindurch. Das Geschäftsviertel der Stadt liegt westlich des Highways an der Küste. Die Streckenführung des Highways wurde Mitte des 20. Jahrhunderts begradigt, und einige Straßenkarten bezeichnen den ursprünglichen Verlauf immer noch als Teil der Massachusetts Route 6A. In Wellfleet gibt es weder einen Bahnhof, noch hat die Stadt Anschluss an einen Flughafen; der letzte Zug verließ Wellfleet in den 1930er Jahren. Die nächsten Regionalflughäfen befinden sich jeweils rund 18 mi (29 km) entfernt in Chatham und Provincetown, während der nächstgelegene internationale Flughafen der Logan International Airport in Boston ist. Es gibt einige wenige Busverbindungen nach Hyannis und Provincetown.

### Öffentliche Einrichtungen
Wellfleet verfügt über eine eigene Polizei- und Feuerwache. Am Highway befinden sich zudem zwei Postämter, während die Wellfleet Public Library im Stadtzentrum zu finden ist.

### Bildung
Wellfleet, Brewster, Eastham und Orleans bilden den Nauset Regional School District. In jeder Stadt gibt es Elementary Schools, während sich die vier Städte eine regionale Middle School sowie eine High School teilen. Die Wellfleet Elementary School befindet sich am U.S. Highway 6 in der Nähe des Stadtzentrums. Die Nauset Regional Middle School steht in Orleans, während sich die Nauset Regional High School in Eastham befindet. In Wellfleet selbst gibt es keine privaten Schulen, jedoch können die Schülerinnen und Schüler kostenfrei die Cape Cod Regional Technical High School in Harwich besuchen.

## Persönlichkeiten

### Persönlichkeiten, die vor Ort gewirkt haben
- Samuel Bellamy (1689–1717), Pirat
- Berry Berenson (1948–2001), Schauspielerin
- Serge Chermayeff (1900–1996), Architekt
- Noam Chomsky (* 1928), Professor für Linguistik
- John Dos Passos (1896–1970), Schriftsteller
- John M. Johansen (1916–2012), Architekt
- Robert Jay Lifton (* 1926), Psychiater
- Guglielmo Marconi (1874–1937), Radiopionier und Nobelpreisträger
- Anthony Perkins (1932–1992), Schauspieler
- Marge Piercy (* 1936), Schriftstellerin
- Edmund Wilson (1895–1972), Literaturkritiker
- Howard Zinn (1922–2010), Historiker